# Xã Antis, Quận Blair, Pennsylvania
Xã Antis (tiếng Anh: Antis Township) là một xã thuộc quận Blair, tiểu bang Pennsylvania, Hoa Kỳ. Năm 2010, dân số của xã này là 6.499 người.